# پلی الفین
پلی الفین نوعی پلیمر با فرمول کلی {\displaystyle {\ce {(CH2CHR)n}}} است که در آن R یک گروه آلکیلی است. آنها معمولاً از مجموعه کوچکی از الفین‌های ساده (آلکن‌ها) مشتق شده‌اند. این مواد غالباً در مفهوم تجاری پلی اتیلن و پلی پروپیلن هستند. پلی الفین‌های تخصصی‌تر عبارتند از پلی ایزو بوتیلن و پلی متیل پنتن. همه آنها روغن‌ها یا جامداتی، بی‌رنگ یا سفید هستند. بسیاری از کوپلیمرها مانند پلی بوتن که از مخلوطی از ایزومرهای مختلف بوتن به دست می‌آید، شناخته می‌شوند. نام هر پلی الفین نشان دهنده الفینی است که از آن تهیه شده‌است. به عنوان مثال، پلی اتیلن از اتیلن و پلی متیل پنتن از ۴-متیل-۱-پنتن مشتق شده‌است. پلی الفین‌ها خود الفین نیستند زیرا پیوند دوگانه هر مونومر الفین برای تشکیل پلیمر شکسته می‌شود. مونومرهایی که بیشتر از یک پیوند دوگانه دارند مانند بوتادین و ایزوپرن، در ساختار پلیمرهای تولید شده از آنها حاوی یک پیوند دوگانه هستند (پلی بوتادین و پلی ایزوپرن) و معمولا پلی الفین در نظر گرفته نمی‌شوند. پلی الفین‌ها پایه بسیاری از صنایع شیمیایی هستند.

## پلی الفین‌های صنعتی

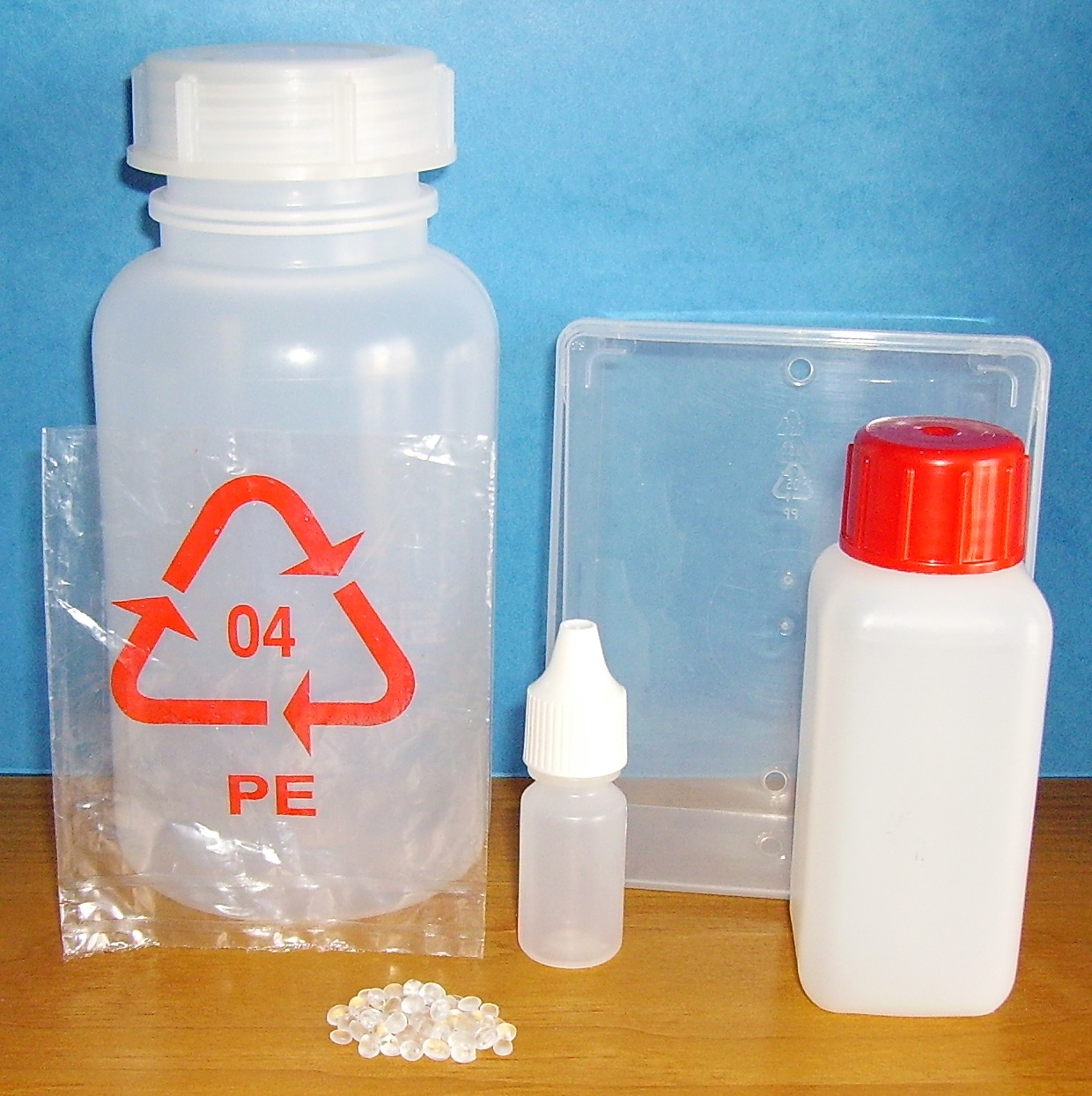
پلی الفین

بیشتر پلی الفین‌ها از افزودن مونومر به کاتالیزورهای حاوی فلز ساخته می‌شوند و این واکنش بسیار گرمازا است.
به‌طور سنتی از کاتالیزورهای زیگلر-ناتا استفاده می‌شود. این کاتالیزورها که بعد از دریافت جایزه نوبل توسط کارل زیگلر و جولیو ناتا به این نام نامگذاری شده‌اند، از تصفیه کلریدهای تیتانیوم با ترکیبات آلی آلومینیومی مانند تری اتیل آلومینیوم تهیه می‌شوند. در برخی موارد، کاتالیزور نامحلول است و به صورت مخلوطی نیمه مایع استفاده می‌شود. در مورد پلی اتیلن، اغلب از کاتالیزورهای فیلیپس حاوی کروم استفاده می‌شود. کاتالیزورهای کامینسکی خانواده دیگری از کاتالیزورها هستند که تمایل دارند تا به تغییرات سیستماتیک برای اصلاح ساختار پلیمر، به ویژه برای پلی پروپیلن بپردازند.
پلی الفین‌های ترموپلاستیک
پلی اتیلن کم چگالی (LDPE)، پلی اتیلن با چگالی کم خطی (LLDPE)، پلی اتیلن با چگالی بسیار کم (VLDPE)، پلی اتیلن با چگالی فوق‌العاده کم (ULDPE)، پلی اتیلن با چگالی متوسط (MDPE)، پلی پروپیلن (PP) پلی متیل پنتن (PMP)، پلی بوتن-1 (PB-1)؛ کوپلیمرهای اتیلن-اکتن، استریو بلوک PP، کوپلیمرهای بلوک الفین، کوپلیمرهای پروپیلن-بوتان.
الاستومرهای پلی الفین (POE)
پلی ایزوبوتیلن (PIB)، پلی (a-الفین)ها، لاستیک اتیلن پروپیلن (EPR)، لاستیک اتیلن پروپیلن دی ان مونومر (کلاس M) (لاستیک EPDM).

## خواص
خواص پلی الفین از جامدات مایع مانند تا جامدات سخت متغیر است و در درجه اول خواص آنها با وزن مولکولی و درجه بلورینگی تعیین می‌شود. درجه بلورینگی پلی الفین از ۰٪ (مایع مانند) تا ۶۰٪ یا بالاتر (پلاستیک‌های سخت) متغیر است. بلورینگی عمدتاً توسط طول توالی‌های قابل تبلور پلیمر که در طی پلیمریزاسیون ایجاد می‌شوند، کنترل می‌شود. مثال‌هایی از این فرایند عبارتند از اضافه کردن درصد کمی از یک کومونومر مانند ۱-هگزن یا ۱-اکتن در طول پلیمریزاسیون اتیلن، یا اضافه نامنظم به صورت اندک اندک (نقص‌های «استریو» یا «ریجیو») در طول پلیمریزاسیون ایزوتاکتیک پروپیلن هستند. توانایی پلیمر برای متبلور شدن به درجات بالا با افزایش محتوای عیوب، کاهش می‌یابد.
درجات کم بلورینگی (۰ تا ۲۰ درصد) با خواص کشسان بودن جامدات مایع مانند مرتبط است. درجات بلورینگی متوسط (۲۰ تا ۵۰ درصد) با ترموپلاستیک‌های انعطاف‌پذیر و درجات بلورینگی بیش از ۵۰ درصد با پلاستیک‌های سخت و گاهی شکننده مرتبط است.
سطوح پلی الفین به‌طور مؤثر با جوشکاری حلال به یکدیگر متصل نمی‌شوند زیرا مقاومت شیمیایی بسیار خوبی دارند و حلال‌های رایج بر آنها تأثیر نمی‌گذارند. آنها می‌توانند پس از انجام عملیات سطحی به صورت چسبنده به یکدیگر بچسبند (ذاتاً انرژی سطحی بسیار کمی دارند و به خوبی مرطوب نمی‌شوند (فرایند پوشاندن و پر کردن با رزین)) و توسط برخی سوپرچسب‌ها (سیانواکریلات‌ها) و آکریلات واکنش پذیر (شیشه) چسبانده می‌شوند. آنها از بی اثر هستند اما در دماهای پایین‌تر و بالاتر استحکام کمتری از خود نشان می‌دهند. در نتیجه، جوشکاری حرارتی تکنیک رایجی برای اتصال سطوح پلی الفین است.
عملاً تمام پلی الفین‌هایی که دارای هر گونه اهمیت عملی یا تجاری هستند، پلی-آلفا-الفین (یا پلی-α-الفین یا پلی آلفا الفین، که گاهی اوقات به اختصار PAO نامیده می‌شود)، پلیمری است که از پلیمریزاسیون یک آلفا-الفین ساخته می‌شود. آلفا الفین (یا α-الفین) آلکنی است که در آن پیوند دوگانه کربن-کربن از اتم آلفا کربن شروع می‌شود، یعنی پیوند دوگانه بین کربن‌های #۱ و #۲ در مولکول است. آلفا الفین‌ها مانند ۱-هگزن ممکن است به عنوان کومونومرها برای تولید یک پلیمر شاخه‌دار آلکیل استفاده شوند (ساختار شیمیایی زیر را ببینید)، اگرچه ۱-دکن (آلکن) بیشتر برای ذخایر پایه روان‌کننده استفاده می‌شود.

۱-هگزن، نمونه ای از آلفا الفین

بسیاری از پلی آلفا الفین‌ها دارای گروه‌های انشعاب آلکیل انعطاف‌پذیر بر روی هر کربن دیگر از زنجیره ستون فقرات پلیمری خود هستند. این گروه‌های آلکیل، که می‌توانند خود را به شکل‌های متعددی درآورند، برای مولکول‌های پلیمری کنار یکدیگر قرار گرفتن به روشی منظم را بسیار دشوار می‌سازند. این امر موجب کاهش سطح تماس بین مولکول‌ها و کاهش برهم کنش‌های بین مولکولی در میان مولکول‌ها می‌شود. بنابراین، بسیاری از پلی آلفا الفین‌ها به راحتی متبلور یا جامد نمی‌شوند و حتی در دماهای پایین‌تر می‌توانند مایعات روغنی و چسبناک باقی بمانند. پلی آلفا الفین‌های با وزن مولکولی کم به عنوان روان‌کننده مصنوعی مانند روغن‌های موتور مصنوعی برای وسایل نقلیه مفید هستند و می‌توانند در محدوده دمایی وسیعی مورد استفاده قرار گیرند.
حتی پلی اتیلن‌هایی که با مقدار کمی آلفا الفین کوپلیمر شده‌اند (مانند ۱-هگزن، ۱-اکتن یا بیشتر) انعطاف پذیرتر از پلی اتیلن با چگالی بالا و زنجیره ساده مستقیم هستند که انشعاب ندارد. گروه‌های شاخه متیل روی یک پلیمر پلی پروپیلن به اندازه کافی طولانی نیستند و به همین دلیل پلی پروپیلن تجاری معمولی را نسبت به پلی اتیلن انعطاف پذیرتر می‌کند.

## کاربردها

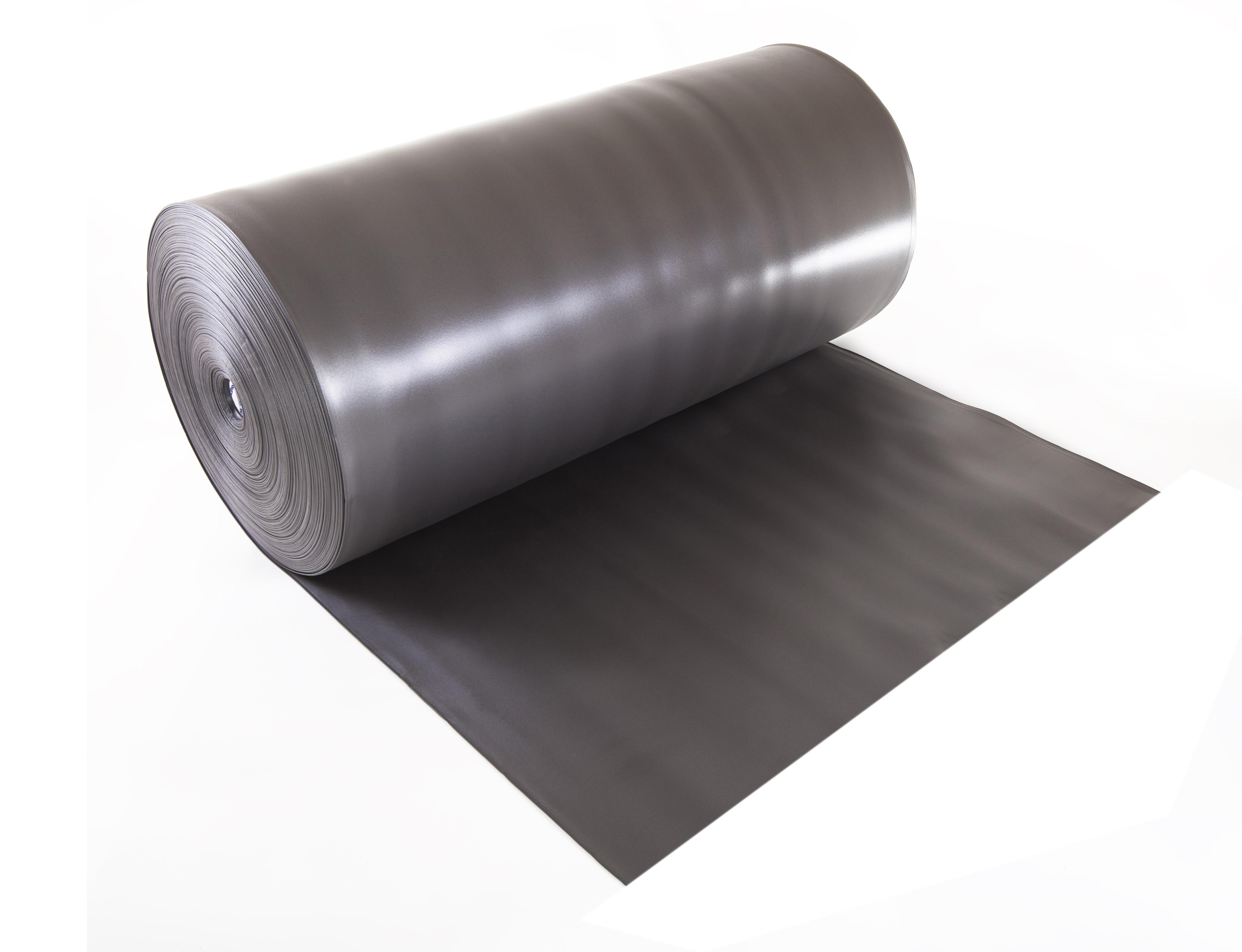
فوم پلی الفین دارای پیوند فیزیکی با ساختار سلول بسته. این ماده در چگالی‌های مختلف در یک فرایند سه مرحله ای تولید می‌شود: اکستروژن، اتصال عرضی فیزیکی با پرتو الکترونی و کف کردن.

با تمرکز بر پلی اتیلن، کاربردهای اصلی HDPE عبارتند از فیلم (بسته‌بندی کالاها)، قالب‌گیری بادی (مثلاً ظروف مایع، بطری‌های سفید کننده)، قالب‌گیری تزریقی (مانند اسباب بازی‌ها، درپوش‌های پیچ)، پوشش اکستروژن (مانند پوشش روی شیر، جعبه‌ها)، لوله‌کشی برای توزیع آب و گاز، عایق برای کابل‌های تلفن، عایق سیم و کابل. از LDPE عمدتاً (۷۰٪) برای ساخت فیلم استفاده می‌شود.
کاربردهای عمده پلی پروپیلن در قالب‌گیری تزریقی، ساخت الیاف و فیلم است. در مقایسه با پلی اتیلن، پلی پروپیلن سخت‌تر است اما بیشتر مستعد شکستن است. چگالی کمتری دارد اما مقاومت شیمیایی بیشتری نشان می‌دهد.
محدوده چگالی الیاف پلی الفین معمولی از 0.90 تا 0.96 گرم در سانتی‌متر مکعب است و دارای رطوبت بسیار پایینی است. بنابراین، الیاف پلی الفین، برای کاربردهایی که به شناوری آبی و رطوبت ناچیز نیاز دارند، مناسب هستند؛ مانند طناب مهار کشتی‌ها، فنس بوم‌ها و تورهای ماهیگیری و غیره.
الیاف پلی الفین دارای خواص کششی خوب، مقاومت در برابر سایش خوب و مقاومت عالی در برابر مواد شیمیایی، کپک، میکروارگانیسم‌ها و حشرات هستند. سازه‌های نساجی پلی الفین دارای عملکرد فتیله ای خوب، عایق بالا و مناسب پوست  هستند که فاکتورهای مهمی برای لباس های ورزشی فعال و لباس های محافظ است. با این حال، پلی الفین‌ها برای کاربردهای خاص دارای خواص مشکل ساز هستند. به عنوان مثال، به دلیل نقطه ذوب پایین، آنها را نمی توان در کاربردهای با دمای بالا استفاده کرد.